# Trận Palma
Trận Palma diễn ra vào cuối tháng 3 và đầu tháng 4 năm 2021 nhằm giành quyền kiểm soát thành phố Palma ở Mozambique, giữa Lực lượng Vũ trang Quốc phòng Mozambique, các lực lượng an ninh Mozambique khác, các nhà thầu quân sự tư nhân, và quân khủng bố Hồi giáo. Nhóm này được cho là có liên quan tới Nhà nước Hồi giáo Iraq và Levant (ISIL). Đây là một phần của cuộc nổi dậy Cabo Delgado, bắt đầu vào năm 2017 và đã dẫn đến cái chết của hàng nghìn người, chủ yếu là thường dân địa phương.

## Bối cảnh
Cuộc nổi dậy ở Cabo Delgado bắt đầu từ năm 2017 và trở nên dữ dội hơn vào năm 2020. Các phiến quân Hồi giáo đã thực hiện các vụ thảm sát vào tháng 4 và tháng 11. Từ ngày 5-11 tháng 8, các phiến quân được cho là liên quan tới Nhà nước Hồi giáo Iraq và Levant (ISIL) đã chiếm được thành phố Mocímboa da Praia trong một cuộc tấn công. Tỉnh Trung Phi của Nhà nước Hồi giáo (IS-CAP) tuyên bố Mocímboa da Praia là thủ đô của nó và kiểm soát thành phố này vào năm 2021.
Đến đầu tháng 3 năm 2021, quân nổi dậy bắt đầu bao vây thành phố Palma. Phiến quân đã chặt đầu dân thường trong các ngôi làng gần đó, cũng như những người đang cố gắng chạy trốn khỏi thành phố. Vào ngày 7 tháng 3, quân nổi dậy đã chiếm đồn biên phòng tại Nonje, gần biên giới với Tanzania trên sông Ruvuma, cô lập Palma với phần còn lại của Mozambique. Những thường dân ở lại Palma phải đối mặt với nạn đói. Nhà phân tích Jasmine Opperman lập luận rằng một cuộc tấn công vào Palma đã được dự kiến và các chuyên gia an ninh đã cảnh báo các đại sứ quán nước ngoài và chính phủ Mozambique rằng các chiến binh đang lên kế hoạch tấn công, nhưng đã bị phớt lờ. Opperman sau đó đã đăng lời tweet "Tại sao không thực hiện hành động nào nhân danh Chúa để đáp lại thông tin cảnh báo sớm? Đó là một nỗi ô nhục".
Danh tính chính xác của quân nổi dậy tại Palma vẫn chưa rõ ràng. Một phiến quân tự nhận mình là thành viên của "al-Shabab", tên địa phương của nhóm Ansar al-Sunna. Tuy nhiên, các báo cáo khác cho rằng những kẻ tấn công được xác định là thuộc IS-CAP. Mối quan hệ giữa Ansar al-Sunna, được biết đến với nhiều tên gọi khác nhau, và IS-CAP nói chung là không rõ ràng. Các chuyên gia nghi ngờ rằng các bộ phận hoặc toàn bộ Ansar al-Sunna đã tham gia IS-CAP, nhưng chỉ huy trung tâm của ISIL hầu như không kiểm soát được các chi nhánh của nó ở Mozambique. ISIL đã nhận trách nhiệm cho một số lượng tương đối nhỏ các cuộc tấn công ở Mozambique so với tổng thể lực lượng nổi dậy, nhưng đã tuyên bố tham gia vào các hoạt động nổi dậy quan trọng nhất. Các nguồn tin an ninh nói rằng phiến quân tại Palma được tổ chức chặt chẽ và mặc đồng phục.
ISIL và chi nhánh IS-CAP sau đó đã lên tiếng nhận trách nhiệm về vụ tấn công vào Palma thông qua Amaq.

## Trận chiến

### Cuộc tấn công ban đầu và phục kích khách sạn Amarula
Trước trận chiến, một số phiến quân Hồi giáo, cải trang thành dân thường, binh lính và cảnh sát đã thâm nhập vào Palma, cất giấu vũ khí và chuẩn bị cho cuộc tấn công. Vào ngày 24 tháng 3, hơn 100 chiến binh, chia thành hai nhóm, đã tiến hành cuộc tấn công vào Palma và thực hiện các cuộc tấn công khủng bố phối hợp tại các địa điểm khác nhau. Ban đầu họ nhắm mục tiêu vào các đồn cảnh sát và các trạm kiểm soát, sau đó sử dụng chất nổ để đột nhập vào các ngân hàng mà họ cướp được. Các khu dân cư cũng bị tấn công, dẫn đến cái chết của một số thường dân địa phương. Người dân cũng bị bắn trên đường phố, với một số nạn nhân sau đó bị chặt đầu. Vụ tấn công xảy ra khi tập đoàn năng lượng khổng lồ Total SE của Pháp đang tiếp tục công việc tại địa điểm này. Dường như cuộc tấn công đã được lên kế hoạch từ trước. Một dự án khí đốt đã bị tấn công, khiến cả người dân địa phương và công nhân nước ngoài bị giết hại. Khoảng 200 người sống sót đã trốn thoát khỏi hiện trường và đến trú ẩn tại khách sạn Amarula. Các chiến binh cũng tấn công khách sạn, giết chết một số người ở lối vào. Khoảng 20 người tập trung tại khách sạn Bonatti. Ngay sau khi phiến quân giành được một số quyền kiểm soát đối với Palma, hơn 100 chiến binh đã củng cố thành phố, phong tỏa các đường phố bên trong thành phố và chiếm các ngôi làng xung quanh Palma.
Để hỗ trợ việc phòng thủ của thành phố, Lực lượng Vũ trang Quốc phòng Mozambique (FADM) được cho là đã cử 3 máy bay trực thăng, cụ thể là 2 chiếc Mil Mi-24 do lính đánh thuê Ukraina liên kết với Nhóm Paramount lái và 1 chiếc Mil Mi-17. Những chiếc máy bay này được cho là để hỗ trợ những thường dân bị mắc kẹt. Tuy nhiên, Không quân Mozambique đã rút lui trong những trường hợp không rõ ràng. Theo "một số nguồn tin an ninh", tất cả trực thăng FADM đã rút lui sau khi một chiếc bị hư hại do hỏa lực vũ khí nhỏ. Các nguồn tin an ninh khác cho rằng chiếc Mil Mi-17 đã bị bắn hạ bởi một chiếc Mil Mi-24 sau khi quân nổi dậy cướp chiếc máy bay đó. Nhóm Cố vấn Dyck (DAG), một công ty an ninh tư nhân của Nam Phi làm việc cho Mozambique, cũng đến với sáu máy bay trực thăng hạng nhẹ để tấn công quân nổi dậy và hỗ trợ dân thường. Tuy nhiên, họ đã phải rút lui sau khi hết nhiên liệu vào cuối ngày 25 tháng 3 đầu ngày 26 tháng 3. Theo giám đốc DAG Lionel Dyck, các máy bay trực thăng của Nhóm Paramount đã quay trở lại Palma một lần vào ngày 25 tháng 3, nhưng lại rút lui sau khi bắn nhầm vào các binh sĩ Mozambique. Trong khi đó, những người lính đánh thuê Nam Phi nói với những người ở khách sạn Amarula rằng họ chỉ có thể cố gắng giúp đỡ họ một lần nữa vào ngày hôm sau, và họ nên ở yên, vì có thể phiến quân đang chờ đợi để phục kích bất cứ ai chạy trốn. Một đơn vị quân đội Mozambique gần đó gồm 1.100 binh sĩ đã không thể hỗ trợ những người bị bao vây ở Palma, vì không muốn làm suy yếu vị trí kiên cố của chính họ trên bán đảo Afungi, trong khi Total SE được cho là từ chối tiếp nhiên liệu cho các trực thăng của DAG để họ không thể trực tiếp quay trở lại Palma.
Vào cuối ngày 26 tháng 3, những người ở khách sạn Amarula quyết định tìm cách vượt ngục, vì dường như không có sự hỗ trợ nào của lực lượng chính phủ tấn công họ. Sau đó, phiến quân đã tấn công khách sạn bằng súng cối. Một nhóm 20 người đã không tham gia nỗ lực này và chọn ở lại. Được hỗ trợ bởi một số lực lượng an ninh, khoảng 180 người sống sót trong khách sạn đã bỏ chạy cùng đoàn xe 17 chiếc. Tuy nhiên, chỉ có bảy phương tiện trốn thoát thành công khỏi hiện trường, trong khi mười phương tiện khác bị tấn công, với những người ngồi trên xe bị sát hại, và những người khác bị thương và bị bắt. Hơn 40 người đã thiệt mạng trong cuộc tấn công của đoàn xe, nhưng chỉ có 7 thi thể được tìm thấy cho đến nay, vì các phương tiện sau đó đã bị những kẻ tấn công chiếm đoạt. Theo Pinnacle News, ít nhất 21 binh sĩ Mozambique đã thiệt mạng trong chiến dịch này. Một người đàn ông Nam Phi, Adrian Nel, người đang lái một trong những chiếc xe trong đoàn và một nhà thầu người Anh được xác nhận đã thiệt mạng trong cuộc tấn công, cùng với những người nước ngoài khác bị nghi là đã chết. Một công dân Bồ Đào Nha được xác nhận là bị thương sau khi bị bắn, và được cứu cùng với hai công nhân đến từ Ireland và New Zealand.
Những người trốn thoát thành công khỏi phòng tuyến của quân nổi dậy đã đến được bãi biển. Tại đây, các máy bay trực thăng DAG của Nam Phi đã có thể sơ tán họ vào ngày 27 tháng 3. Những người lính đánh thuê cũng đã cứu nhóm người ở lại khách sạn Amarula. Một số người đã tìm cách chạy trốn khỏi Palma bằng thuyền. Sáu chiếc trực thăng DAG tiếp tục di chuyển quanh thành phố, cố gắng xác định vị trí và giải cứu những người sống sót. Trong khi đó, phiến quân đã bắt đầu cướp phá và tàn phá thành phố, đốt cháy nhiều tòa nhà bao gồm các khách sạn cũng như một bệnh xá và phá hủy khoảng 2/3 cơ sở hạ tầng. Sau đó trong ngày, các nguồn tin an ninh tuyên bố các chiến binh đã giành quyền kiểm soát thành phố mặc dù giao tranh vẫn diễn ra xung quanh Palma. Quân nổi dậy, với số lượng hơn 300 người vào thời điểm đó, cũng đã tấn công thêm 4 khách sạn ở Palma, nơi công nhân nước ngoài vẫn ở lại.

### Hải quân di tản và chính phủ phản công
Từ ngày 27 tháng 3, dân thường bị mắc kẹt ở Palma đã được sơ tán bằng thuyền. Một số tàu đã đến Palma trong một nỗ lực để cứu trợ những người bị mắc kẹt tại bãi biển. Tàu chở khách Sea Star đã đưa khoảng 1.400 người tị nạn lên tàu và đưa họ đến nơi an toàn tại Pemba vào ngày 28 tháng 3. Những người chạy trốn đã sử dụng mọi tàu có sẵn, bao gồm "tàu chở hàng, tàu chở khách, tàu kéo và tàu giải trí". Một người sống sót nói rằng cuộc sơ tán chủ yếu được tổ chức bởi "các nhà cung cấp và công ty địa phương", trong khi các quốc gia khác và các công ty lớn hơn đã phó mặc cho dân thường số phận của họ. Phiến quân chủ động nhắm mục tiêu vào những chiếc thuyền đang chạy trốn bằng vũ khí và súng cối nhỏ, buộc một số người phải ngừng hoạt động cứu hộ. Ước tính khoảng 35.000 dân thường đã phải di dời trong trận chiến, tìm nơi ẩn náu tại các thị trấn và thành phố lân cận. Một số đã chạy trốn vào các khu rừng và rừng ngập mặn gần đó, trong khi những người khác tìm cách trốn về phía bắc qua biên giới đến Tanzania.
—Nhà phân tích tình báo giấu tên bình luận về trận chiến
Vào cuối ngày 28 tháng 3, các đơn vị lục quân, hải quân, không quân và lực lượng đặc biệt của FADM, được hỗ trợ bởi DAG và công ty an ninh Control Risks có trụ sở tại London đã phát động một chiến dịch để chiếm lại Palma, nhưng phiến quân ban đầu đã cố gắng giữ được phần lớn thành phố, kể cả bến cảng. Tuy nhiên, quân nổi dậy đã đẩy lùi một số binh lính vào trong bụi rậm khiến việc di tản dễ dàng hơn. Đến lúc đó, khoảng 6.000 đến 10.000 người tị nạn vẫn đang chờ sơ tán tại các bãi biển của Palma. Hàng nghìn người khác đang tổ chức tại Afungi, nơi có dự án Total SE; phần sau đã không rơi vào tay quân nổi dậy, mặc dù Total SE đã sơ tán hầu hết nhân viên của mình khỏi địa điểm. Trong khi đó, binh lính và cảnh sát đã căng dây ra khỏi bãi đáp dành cho các tàu tại Pemba, hạn chế tiếp cận những người tị nạn. Có báo cáo về việc những phiến quân cải trang đã lẻn lên các con tàu, mặc dù họ đã bị phát hiện và vũ khí của họ được bảo đảm.
Vào ngày 29 tháng 3, ISIL chính thức tuyên bố rằng quân đội của họ đã chiếm được Palma, trong khi FADM tuyên bố đã chiếm lại thành phố. Tuy nhiên, giao tranh vẫn tiếp diễn "trong các nhóm biệt lập [...] trên khắp thành phố" giữa quân nổi dậy, quân đội, cảnh sát và lính đánh thuê, với báo cáo về các thi thể bị chặt đầu rải rác trên đường phố. Theo Lionel Dyck, lực lượng đổ bộ đường không của ông đã giao tranh với "một số nhóm nhỏ và [...] một nhóm khá lớn" quân nổi dậy. Dyck đánh giá rằng chính phủ sẽ khó có thể chiếm lại thành phố và một chuyên gia an ninh cũng cho rằng Palma là "kẻ thay đổi cuộc chơi", vì phiến quân đã được huấn luyện, vũ trang và tổ chức tốt hơn bao giờ hết. Đến ngày 30 tháng 3, các cuộc "đụng độ lẻ tẻ" tiếp tục diễn ra tại Palma. Khoảng 5.000 dân thường đã trú ẩn xung quanh một ngọn hải đăng ở bán đảo Afungi, nơi đặt trụ sở của dự án Total SE. Theo báo cáo, công ty đã cung cấp thức ăn và nước uống cho những người tị nạn này. Cùng ngày, giám đốc DAG Dyck tuyên bố trong một cuộc phỏng vấn rằng "khi tôi ngồi ở đây, Palma đã bị lạc", cho rằng một phản ứng lớn của chính phủ Mozambique là cần thiết để đánh đuổi phiến quân khỏi thành phố. Ông tuyên bố rằng quân nổi dậy đang cải trang thành dân thường để tránh các cuộc tấn công bằng đường không. DAG được cho là tiếp tục nỗ lực giúp đỡ những người đang trốn trong bụi rậm xung quanh Palma.
Vào ngày 31 tháng 3, chiến sự tại Palma được cho là đã lắng xuống, khi FADM tiến vào thành phố và bắt đầu chiếm lại nó. Phát ngôn viên quân đội FADM Chongo Vidigal tuyên bố rằng Palma vẫn đang bị tranh chấp, nhưng quân đội đã thiết lập một số quyền kiểm soát đối với khu vực cảng. Trong khi đó, trực thăng DAG vẫn tiếp tục thực hiện các nhiệm vụ. Cùng ngày, các tổng thống Botswana Mokgweetsi Masisi, Cyril Ramaphosa của Nam Phi và Emmerson Mnangagwa của Zimbabwe đã tổ chức một cuộc họp để thảo luận về cách giúp Mozambique chống lại các nhóm nổi dậy. Vào ngày 1 tháng 4, chính phủ Mozambique tuyên bố rằng hầu hết thành phố không còn người, với các lực lượng an ninh đang tìm kiếm và đụng độ với các chốt giữ của phiến quân. Vào ngày 2 tháng 4, Chương trình Lương thực Thế giới (WFP), đã tạm thời đình chỉ các chuyến bay sơ tán khỏi Palma do tình hình an ninh trong thành phố ngày càng xấu đi. WFP cho biết thêm rằng họ "lo ngại về tình trạng bạo lực ngày càng gia tăng ở Cabo Delgado" và nói thêm rằng nó đang dẫn đến sự di dời dân cư. Cùng ngày, Cyril Ramaphosa cho biết quân đội Nam Phi đã được điều động đến Palma để giúp sơ tán công dân Nam Phi.

## Tác động
Trận chiến đe dọa kế hoạch của chính phủ Mozambique nhằm khai thác trữ lượng khí tự nhiên lỏng (LNG) đáng kể của Cabo Delgado. Hoạt động này phụ thuộc vào khả năng của chính phủ trong việc duy trì một vành đai an ninh 25 km xung quanh Afungi. Vì phạm vi này bao gồm Palma, công ty khai thác thông báo rằng họ sẽ từ bỏ công việc tại địa điểm này do cuộc nổi dậy. Đến ngày 3 tháng 4, công ty đã hoàn toàn ngừng khai thác tại Afungi.
Sau cuộc tấn công, Mozambique và Bồ Đào Nha nhanh chóng hoàn thiện các kế hoạch hiện có cho nhiệm vụ huấn luyện hỗ trợ FADM. Brazil cũng đề nghị hỗ trợ Mozambique để đáp trả các sự kiện tại Palma.

### Tổn thất
Lần đầu tiên trong thời gian nổi dậy, quân nổi dậy "cố tình nhắm vào những lao động nước ngoài". Trong một công bố về trận chiến, ISIL nói rằng hoạt động của họ "dẫn đến cái chết của 55 quân nhân thuộc lực lượng Mozambique và những người theo đạo Cơ đốc bao gồm cả các nhà thầu từ bên ngoài đất nước". Chính phủ Mozambique thừa nhận rằng 7 người đã chết trong cuộc phục kích ở khách sạn Amarula, trong khi các nhà quan sát độc lập ước tính rằng có tới 50 người đã chết trong cuộc phục kích. Đến ngày 3 tháng 4, chỉ có 9.900 người trong số đó có mặt ở Pemba và các khu vực khác của Cabo Delgado, theo cơ quan nhân đạo của Liên Hợp Quốc (OCHA). Về phần những người đã di dời, Médecins Sans Frontières nói rằng họ vẫn có thể ẩn náu trong những khu rừng xung quanh. Cũng có báo cáo về một nhà thầu đã chứng kiến cảnh người dân bị cá sấu ăn thịt hoặc bị dìm xuống bùn sâu.